# (2266) Chaikovski
(2266) Chaikovski es un asteroide que forma parte del cinturón exterior de asteroides y fue descubierto por Liudmila Ivánovna Chernyj el 12 de noviembre de 1974 desde el Observatorio Astrofísico de Crimea, en Naúchni.

## Designación y nombre
Chaikovski se designó inicialmente como 1974 VK.
Más tarde fue nombrado en honor del compositor ruso Piotr Ilich Chaikovski (1840-1893).

## Características orbitales
Chaikovski orbita a una distancia media de 3,398 ua del Sol, pudiendo acercarse hasta 2,778 ua y alejarse hasta 4,018 ua. Tiene una excentricidad de 0,1824 y una inclinación orbital de 13,25 grados. Emplea en completar una órbita alrededor del Sol 2288 días.

## Características físicas
La magnitud absoluta de Chaikovski es 10,8. Tiene un diámetro de 46,94 km y un periodo de rotación de 37,7 horas. Se estima su albedo en 0,0384. Tchaikovsky está asignado al tipo espectral D de la clasificación Tholen.